# Wladimir Köppen
Wladimir Peter Köppen (rus: Владимир Петрович Кёппен) (Sant Petersburg, 25 de setembre de 1846 – Graz, 22 de juny de 1940) va ser un geògraf i botànic alemany nascut a Rússia.
Després d'estudiar a Sant Petersburg passà la major part de la seva vida a Alemanya i Àustria. És molt coneguda la seva classificació climàtica que amb algunes modificacions encara s'utilitza.

## Biografia
L'avi de Wladimir Köppen va ser un dels metges invitats a Rússia per Caterina II per tal de millorar la sanitat i després va esdevenir metge personal del tsar. El pare de Wladimir va ser geògraf, historiador i etnògraf dels pobles de Rússia. Wladimir va fer els estudis secundaris a Simferòpol, Crimea i el 1864 comença els estudis de botànica. El 1867 es va traslladar a la Universitat de Heidelberg i es doctorà a la Universitat de Leipzig amb una tesi sobre la influència de la temperatura en el creixement de les plantes.
Entre 1872 i 1873 va estar empleat al Servei Meteorològic Rus i l'any 1875 va anar a Alemanya a treballar en la meteorologia marina a Hamburg.

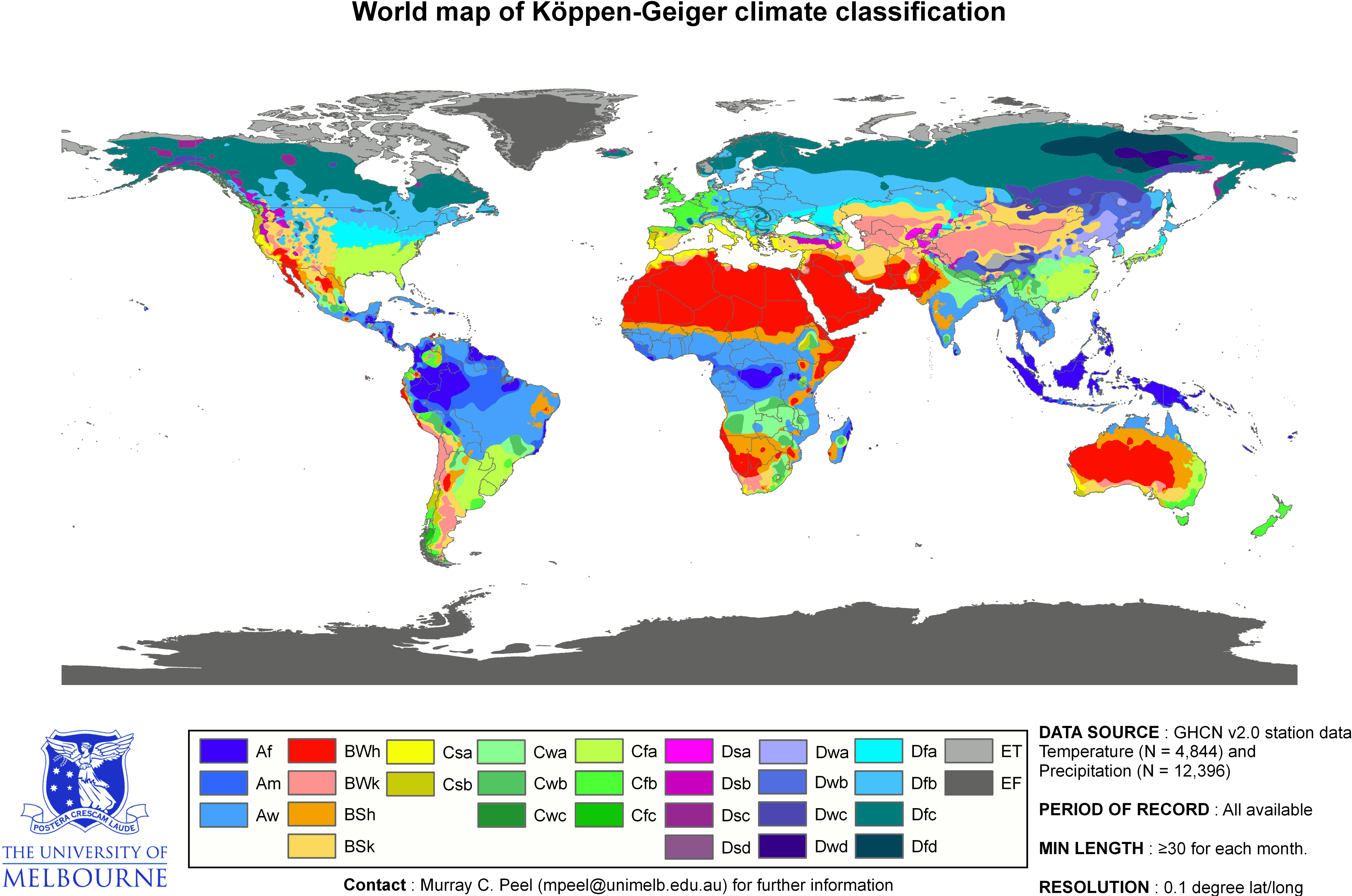
Mapa de la classificació climàtica de Köppen

El 1884 publicà la seva primera versió del mapa de classificació climàtica que anà millorant al llarg de la seva vida essent la darrera versió de 1936. Junt amb el seu gendre Alfred Wegener publicà el 1924 Die Klimate der Geologischen Vorzeit (Els climes del passat geològic) donant suport a les teories cícliques de Milankovic. També cooperà amb el climatòleg Rudolf Geiger per fer els cinc volums, que no s'arribaren a completar, del Handbuch der Klimatologie (Manual de Climatologia). El 1890 va ser el coautor del primer Atles dels Núvols.
Més enllà de les qüestions climàtiques, es va interessar per diversos temes socials. Així, va advocar per resoldre els problemes de desigualtat social i malnutrició. També va ser un ferm defensor de la llengua auxiliar internacional Esperanto com a eina fonamental per aconseguir la pau al món. En aquest sentit, va traduir algunes de les seves obres a aquesta llengua i va publicar diversos articles a revistes esperantistes, com Scienca Revuo i Germana Esperantisto.